# Achamán
Achamán é o deus supremo dos Guanches, habitantes da Tenerife.
Os guanches conheciam ao Teide com o nome de "Echeyde" cujo significado era "morada de Guayota, o Maligno". Segundo a lenda, Guayota sequestrou ao deus do Sol, para os guanches Magec, e encerrou-o no interior do vulcão sumindo à ilha ao todo escuridão. Nesse momento os guanches invocaram a Achamán, seu deus celeste supremo, e suplicaron sua ajuda. Achamán conseguiu derrotar a Guayota e, lucro desse modo, pôr fim ao cativeiro do Sol e sellar a boca de Echeyde.